# Музей Новеченто (Мілан)
45°27′48″ пн. ш. 9°11′25″ сх. д. / 45.463414° пн. ш. 9.190261° сх. д.
Музей Новеченто (італ. Museo del Novecento — "Музей ХХ століття") — художня галерея італійського мистецтва ХХ століття. Музей має на меті зберігання, дослідження та просування мистецтва та культурної спадщини Італії XX століття. Розташований у центрі Мілану на площі Дуомо в приміщені Палаццо дель Аренгаріо, поряд з Палаццо Реале. Музей увібрав колекцію Громадського музею сучасного мистецтва (італ. Civico Museo d'Arte Contemporanea), який перестав існувати у 1998 році. Стала колекція налічує твори визначних італійських футуристів, таких як Умберто Боччоні, Джакомо Балла, Маріо Сіроні, Джино Северіні та інших. Також у музеї проходять тимчасові експозиції сучасного мистецтва.  

## Про музей
Основна колекція ілюструє хронологічний розвиток італійського мистецтва від початку XX століття дотепер. Відтак експозиція символічно відкривається картиною Джузеппе Пеліцца да Вольпедо “Il quarto stato” та закінчується панорамною залою з роботою італійського митця Лучіо Фонтана “Struttura al Neon”. 
Окрім постійних та тимчасових виставок у музеї працює дослідницький та освітній центр EDU900 на основі якого проводяться тематичні лекції для дорослих та дітей. Під час пандемії Covid-19 центр презентував низку коротких пізнавальних відео про історію окремих творів мистецтва на художніх напрямків. 

## Твори мистецтва

#### Анрі Матісс
- Одаліска (італ. Odalisca), 1925

#### Амедео Модільяні
- Портрет Беатріс Гастінгс (італ. Il ritratto di Beatrice Hastings), 1915
- Роза Порпоріна (італ. Rosa Porporina), 1915
- Портрет Поля Гійома (італ. Il ritratto di Paul Guilliom), 1916

#### Умберто Боччоні
- Мадам Вірджинія (італ. La Signora Virginia), 1905
- Світанок (італ. Crepusculo), 1909
- Стани душі, серія I. Прощання (італ. Stati d'animo serie I. Gli addii), 1911
- Дослідження голови - Мати (італ. Studio di testa - La madre), 1912
- Еластичність (італ. Elasticita), 1912
- Унікальні форми безперервності в просторі (італ. Forme uniche della continuità nello spazio), 1913
- Розвиток пляшки у просторі (італ. Sviluppo di una bottiglia nello spazio), 1913-1935
- Під перголою в Неаполі (італ. Sotto il pergolato a Napoli), 1914
- П'яниця (італ. Il bevitore), 1914

#### Джорджо Моранді
- Пейзаж (італ. Paesaggio), 1913
- Натюрморт з менекеном (італ. Natura morta con manichino), 1919
- Натюрморт з м`ячем (італ. Natura morta con palla), 1918

#### Джорджо де Кіріко
- Блудний син (італ. Il figlio prodigo), 1922
- Натюрморт з бріошем; метафізичний інтер'єр (фр. Nature morte à la brioche; intérieur métaphysique), 1925
- Осінь (італ. Autunno), 1935
- Таємничі купальні (італ. I bagni misteriosi), 1973

#### Пабло Пікассо
- Femme Nue, 1907
- La Rue-des-Bois, 1908
- La bouteille de Bass, 1912-1914

#### Джакомо Балла
- Дівчінка що біжить балконом (італ. Ragazza che corre sul balcone), 1912
- Швидкість автомобілю + світло (італ. Velocità di automobile + luci), 1913
- Автомобіль + швидкість + світло (італ. Automobile + velocità + luce), 1913

#### Карло Карра
- Червоний вершник (італ. Il Cavaliere rosso), 1913
- Літо (італ. Estate), 1930

#### Маріо Сіроні
- Урбаністичний пейзаж (італ. Paesaggio urbano),1924
- Балерина (італ. Ballerina), 1919

#### Жорж Брак
- Порт Міу (італ. Port Miou), 1907
- Натюрморт з гітарою (італ. Natura morta con chitarra), 1912

#### Фортунато Деперо
- Портрет Жільбера Клавеля (італ. Il ritratto di Gilbert Clavel), 1918

#### Алігьєро Боетті
- Мапа (італ. Mappa), 1989

#### Феліче Казораті
- Натюрморт з манекенами (італ. Natura morta con manichini), 1924

#### Антоніо Донгі
- Натюрморт з манекенами (італ. Natura morta con manichini), 1924